# Эль-Тумама
Стадион «Эль-Тумама» (араб. الثمامة ملعب Malʿab ath-Thumāma‎) — футбольный стадион в катарском городе Доха, построенный к чемпионату мира по футболу 2022 года.

## История
Стадион был открыт 22 октября 2021 года и принял финал кубка эмира Катара.
Стадион принимал 6 матчей кубка арабских наций по футболу 2021 года, в том числе и полуфинал между сборными Катара и Алжира.

### Чемпионат мира по футболу 2022
На стадионе прошло 8 матчей чемпионата мира по футболу в Катаре, в том числе матч 1/4 финала.
Матчи чемпионата мира по футболу в Катаре на стадионе «Эль-Тумама»:
| # | Дата       | Соперник 1 | Результат | Соперник 2 | Турнир         |
| - | ---------- | ---------- | --------- | ---------- | -------------- |
| 1 | 21 ноября  | Сенегал    | 0:2       | Нидерланды | Групповой этап |
| 2 | 23 ноября  | Испания    | 7:0       | Коста-Рика | Групповой этап |
| 3 | 25 ноября  | Катар      | 1:3       | Сенегал    | Групповой этап |
| 4 | 27 ноября  | Бельгия    | 0:2       | Марокко    | Групповой этап |
| 5 | 29 ноября  | Иран       | 0:1       | США        | Групповой этап |
| 6 | 1 декабря  | Канада     | 1:2       | Марокко    | Групповой этап |
| 7 | 4 декабря  | Франция    | 3:1       | Польша     | 1/8 финала     |
| 8 | 10 декабря | Марокко    | 1:0       | Португалия | 1/4 финала     |

После окончания турнира половина мест на стадионе была демонтирована и передана нуждающимся в них странам.